# Бульвар Братьев Весниных
Бульва́р Бра́тьев Веснины́х — улица на юге Москвы в Даниловском районе ЮАО к набережной Марка Шагала.

## Происхождение названия
Бульвар (ранее Проектируемый проезд № 7018) получил название в марте 2016 года в честь русских и советских архитекторов лидеров конструктивизма братьев Весниных Александра (1883—1959), Виктора (1882—1950) и Леонида (1880—1933). Одновременно 14 улиц в районе бывшей промышленной зоны завода имени Лихачева («ЗИЛ») названы именами известных художников и архитекторов XX века в связи с тем, что на этой территории планируется создать музей «Эрмитаж-Москва», где выставят коллекции современного искусства, а также откроют кукольный и драматический театры.

## Описание
Бульвар начинается от проспекта Лихачёва, проходит на юг. Справа к нему примыкают улицы Родченко, Татлина, Лентулова, Варвары Степановой и Льва Юдина, пересекает улицу Лисицкого; заканчивается за железной дорогой на набережной Марка Шагала. Вдоль бульвара расположен крупный жилой комплекс «ЗИЛАРТ».